# Jennifer Kessy
Jennifer Anne "Jen" Kessy, född 31 juli 1977 i San Clemente i Kalifornien, är en amerikansk beachvolleybollspelare.
Kessy blev olympisk silvermedaljör i beachvolleyboll vid sommarspelen 2012 i London.